# Une ferme en T.R.O.P
Une ferme en T.R.O.P est une pièce de théâtre en deux actes d'Yves Garric. Cette comédie, qui fut considérée comme d'avant-garde à sa création en 1987, est l'une de celles du répertoire théâtral d'Yves Garric qui traite plus spécifiquement du monde agricole et du monde rural. S'y trouve dépeint, sous une forme fantaisiste qui emprunte un peu à tous les genres du théâtre, une agriculture  en proie au productivisme, à la rentabilité, à la course au rendement. Plus largement, elle traite de l'exode agricole et, partant, de la précarité de l'emploi : au point que des intermittents du spectacle s'y sont reconnus. Les questions qu'elle soulevait déjà en 1987 sont toujours d'actualité. Ce qui explique qu'elle soit toujours très jouée.

## Synopsis
C'est la course effrénée au rendement dans la ferme de Maryse et Michel Rascalou. Les fermiers s'activent sous la houlette tyrannique des animaux d'élevage, des machines, à commencer par le tracteur Cent Chevaux Quatre Roues Motrices qui, non contents d'être dotés de la parole, sont encore plus gagnés par les idées productivistes que les humains eux-mêmes. Mais cette course-poursuite au rendement ne suffit pas. Les ordinateurs de la technocratie européenne classent la ferme des Rascalou dans la catégorie T.R.O.P : « Terminal Rural Occupation Plan ». Une mesure qui a pour but de réduire les excédents communautaires,. Désormais, la production va pouvoir continuer mais elle devra être détruite sur place avant d'être indemnisée. Une nouvelle machine fait son apparition sur l'exploitation : le Broyeur-Compacteur que les autres protagonistes surnomment la « Bouche à merde ». Jusqu'à un dénouement inattendu...

## Lieux de représentation
Francophonie
La pièce est jouée dans toute la Francophonie par des troupes amateurs, par des étudiants et des troupes professionnelles, liste non exhaustive : Compagnie de l'Or bleu de Tarbes, Troupe du Castella...
Langue occitane
Une ferme en T.R.O.P est également traduite en occitan sous deux versions :
- L'une, Una bòria en T.R.O.P, dans une traduction de Joan-Loïs Cortial publiée, en édition bilingue, par les éditions du Rouergue[10]. La troupe Los Faïsseliers d'Agen en Aveyron l'a notamment jouée, dans une mise en scène de Paul Bony.
- L'autre version est gasconne : Ua bòrda en T.R.O.P, dans une traduction de Gilabert Narioo publiée par l'Ostau Bearnés[11] et jouée par Los Comelodiens de Sault de Navailles (Pyrénées-Atlantiques), dans une mise en scène de Fernand Dauguet[12].

Une ferme en T.R.O.P jouée dans la francophonie
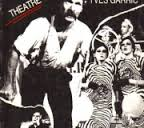
Théâtre de l'Emporte Pièce, qui a créé cette comédie en 1987.
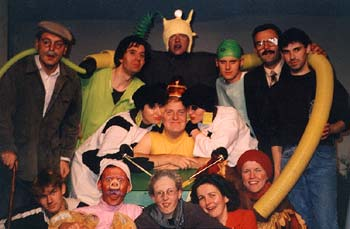
Troupe bretonne des Tréteaux de L'Ille en 1991.
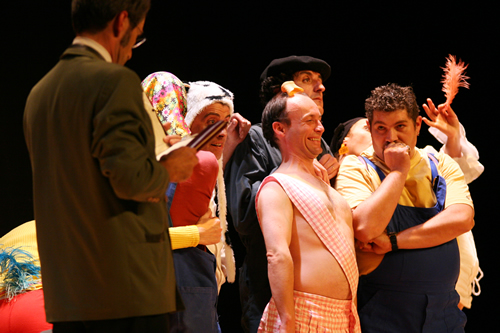
Théâtre de l'Or bleu, de Tarbes en 2005.
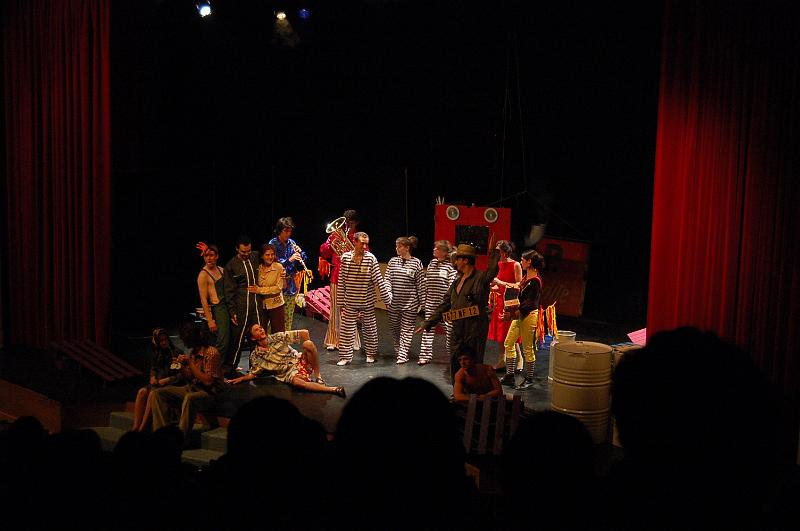
Étudiants de l'Institut national des sciences appliquées de Toulouse en 2007
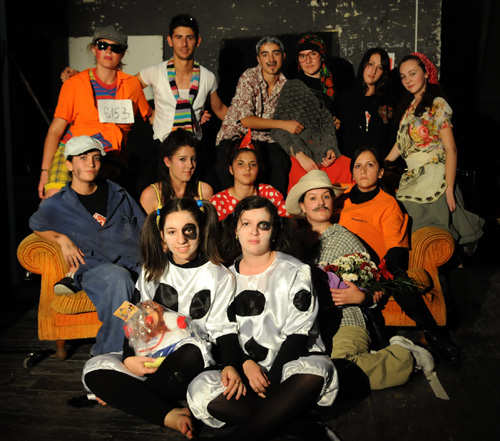
Groupe de lycéens polonais en 2009.

## Distribution des acteurs par ordre d'entrée
- Vache Holstein 2025
- Vache Holstein 3152
- Le tracteur, Cent-chevaux-quatre-roues-motrices
- Le coq
- la poule
- Le fermier, Michel
- La fermière, Maryse
- Le cochon, Craonès-Shunderberland-Quille-Oreilles 6153
- Le vieux voisin
- La vieille voisine
- L'administratif, Xavier Dupérail
- Le broyeur-compacteur
- Le mécanicien

## Citations
- L'administratif : Il épelle... en anglais : "Terminal Rural Occupation Plan"... C'est la solution extrême qu'ont malheureusement dû imaginer les ministres de l'Agriculture de la Communauté pour réduire les excédents agricoles. La classification "T.R.O.P" - "Terminal Rural Occupation Plan" - a été instaurée voici quelques mois. Sont désormais versées dans cette catégorie les exploitations les moins viables. Elles sont scientifiquement repérées par ordinateur, en fonction de critères minutieusement établis, qui prennent essentiellement en compte le rapport taille-productivité-aptitude au développement.
- La fermière : Et en plus, vous allez afficher notre misère sur un panneau ! Tout le monde nous appellera "la famille T.R.O.P.".
- Le broyeur-compacteur : Ce n'est pas de gaieté de cœur que nous réduisons en bouillie de beaux fruits qui ne demanderaient qu'à être croqués, des animaux dont la chair ferait les délices des consommateurs. Nous n'avons pas un cœur de pierre. Nous ne restons pas insensibles à la fraîcheur d'une salade verte, au teint d'une pêche, à l'appel d'une tomate mûre à souhait, à l'onctuosité d'un lait bien crémeux comme celui que vous produisez vous-mêmes, je me plais à le souligner, Mesdames, et à vous en féliciter.
- La vache 3152 : Tiens, la Bouche à Merde qui se réveille ! Et elle a du bagout, la Bouche à Merde, de si bon matin ! Même qu'elle voudrait nous faire la morale...
- La poule : Mais qu'est-ce que t'as dans ton assiette ?--Ça a un' couleur qui m'inquiète.--C'est ni tendre, ni dur, ni mou.--A vrai dire', ça n'a pas de goût.
- Le coq : Rendement ! Rendement ! Trois cents poulettes à l'heure, qui dit mieux ! Trois cents petites poules à l'heure ! Rendement ! Rendement !